# 莫拉塔拉斯区
莫拉达腊区（西班牙語：Moratalaz）是西班牙首都馬德里的21個區之一。莫拉达腊区位於馬德里市區東部，下分為6個分区，面積6.34平方公里。
 维基共享资源上的相關多媒體資源：莫拉塔拉斯区
40°24′36″N 3°38′40″W / 40.409869°N 3.644436°W